# 26683 Jamesmccarthy
26683 Jamesmccarthy è un asteroide della fascia principale. Scoperto nel 2001, presenta un'orbita caratterizzata da un semiasse maggiore pari a 2,6226564 au e da un'eccentricità di 0,1886875, inclinata di 13,45246° rispetto all'eclittica.